# Bracon trinotatus
Bracon trinotatus är en stekelart som först beskrevs av William Harris Ashmead 1900.  Bracon trinotatus ingår i släktet Bracon och familjen bracksteklar. Inga underarter finns listade.